# James Fauntleroy II
James Edward Fauntleroy II är en amerikansk singer-songwriter som var med i produktionsteamet The Underdogs. 
Numera är han med i The Y's. Han har skrivit låtar som "No Air" med Jordin Sparks och Chris Brown, "Take You Down" och "Superhuman" av Chris Brown, och "Love Sex Magic" av Ciara. Han var med och skrev låtar på Rihannas album Rated R.

## Utmärkelser
James Fauntleroy II har vunnit följande Grammy Awards:
- 2014 – "Pusher Love Girl" (som låtskrivare) "Best R&B Song"
- 2017 – "That's What I Like" (som låtskrivare) "Best R&B Song"
- 2017 – "That's What I Like" (som låtskrivare) "Song of the Year"
- 2017 – 24K Magic (som låtskrivare) "Album of the Year"

Han var också Grammy-nominerad 2015 i klassen "Album of the Year" som bidragande artist på albumet To Pimp a Butterfly med Kendrick Lamar.